# (32752) 1981 EZ13
1981 EZ13 (asteroide 32752) é um asteroide da cintura principal. Possui uma excentricidade de 0.19077380 e uma inclinação de 11.93351º.
Este asteroide foi descoberto no dia 1 de março de 1981 por Schelte J. Bus em Siding Spring.